# Ronde van Poitou-Charentes 2013
De 27e editie van de wielerwedstrijd Ronde van Poitou-Charentes (Frans: Tour du Poitou-Charentes 2013) werd gehouden van 27 augustus tot en met 30 augustus 2013 in Poitou-Charentes, Frankrijk. De meerdaagse wielerkoers maakte deel uit van de UCI Europe Tour 2013. Titelverdediger was de Australiër Luke Durbridge. De Fransman Thomas Voeckler won deze editie.

## Deelnemende ploegen
UCI World Tour-ploegen
- Orica-GreenEdge
- FDJ.fr
- AG2R-La Mondiale
- Team Movistar
- Katjoesja

Professionele continentale ploegen
- Team Europcar
- IAM Cycling
- Sojasun
- Vini Fantini-Selle Italia
- Cofidis
- Bretagne-Séché Environnement
- Crelan-Euphony
- Androni Giocattoli

Continentale ploegen
- Auber 93
- Vélo-Club La Pomme Marseille
- Roubaix Lille Métropole
- Rabobank Development Team
- Wallonie Bruxelles-Crelan
- Etixx-iHNed CT

## Etappe-overzicht
| etappe | datum       | start                 | finish    | afstand       | winnaar         | klassementsleider |
| ------ | ----------- | --------------------- | --------- | ------------- | --------------- | ----------------- |
| 1e     | 27 augustus | Saint-Maixent-l'École | Saintes   | 197,9 km      | Nacer Bouhanni  | Nacer Bouhanni    |
| 2e     | 28 augustus | Saintes               | Angoulême | 182 km        | Nacer Bouhanni  | Nacer Bouhanni    |
| 3e     | 29 augustus | Charroux              | Civray    | 109,4 km      | Nacer Bouhanni  | Nacer Bouhanni    |
| 4e     | 29 augustus | Charroux              | Civray    | 22,8 km (ITR) | Thomas Voeckler | Thomas Voeckler   |
| 5e     | 30 augustus | Ruelle-sur-Touvre     | Poitiers  | 193,6 km      | Jesús Herrada   | Thomas Voeckler   |

## Etappe-uitslagen

### 1e etappe
| Saint-Maixent-l'École - Saintes (197,9 km) |                    |                              |          |
| Plaats                                     | Naam               | Ploeg                        | Tijd     |
| Winnaar                                    | Nacer Bouhanni     | FDJ.fr                       | 4u49'49" |
| 2                                          | Benjamin Giraud    | Vélo-Club La Pomme Marseille | z.t.     |
| 3                                          | Maxime Daniel      | Sojasun                      | z.t.     |
|                                            |                    |                              |          |
| 4                                          | Maxime Vantomme    | Crelan-Euphony               | z.t.     |
| 29                                         | Ricardo Van Dongen | Rabobank Development Team    | z.t.     |

| Algemeen klassement |                    |                              |          |
| Plaats              | Naam               | Ploeg                        | Tijd     |
| Witte trui          | Nacer Bouhanni     | FDJ.fr                       | 4u49'39" |
| 2                   | Sébastien Duret    | Bretagne-Séché Environnement | +1"      |
| 3                   | Benjamin Giraud    | Vélo-Club La Pomme Marseille | +4"      |
|                     |                    |                              |          |
| 6                   | Maxime Vantomme    | Crelan-Euphony               | +10"     |
| 31                  | Ricardo Van Dongen | Rabobank Development Team    | z.t.     |

### 2e etappe
| Saintes - Angoulême (182 km) |                 |                              |          |
| Plaats                       | Naam            | Ploeg                        | Tijd     |
| Winnaar                      | Nacer Bouhanni  | FDJ.fr                       | 4u06'54" |
| 2                            | Armindo Fonseca | Bretagne-Séché Environnement | z.t.     |
| 3                            | Maxime Vantomme | Crelan-Euphony               | z.t.     |
|                              |                 |                              |          |
| 42                           | Stan Godrie     | Rabobank Development Team    | +8"      |

| Algemeen klassement |                  |                              |          |
| Plaats              | Naam             | Ploeg                        | Tijd     |
| Witte trui          | Nacer Bouhanni   | FDJ.fr                       | 8u56'23" |
| 2                   | Armindo Fonseca  | Bretagne-Séché Environnement | +14"     |
| 3                   | Maxime Vantomme  | Crelan-Euphony               | +16"     |
|                     |                  |                              |          |
| 47                  | Jasper Bovenhuis | Rabobank Development Team    | +28"     |

### 3e etappe
| Charroux - Civray (109,4 km) |                   |                           |          |
| Plaats                       | Naam              | Ploeg                     | Tijd     |
| Winnaar                      | Nacer Bouhanni    | FDJ.fr                    | 2u33'41" |
| 2                            | Matteo Pelucchi   | IAM Cycling               | z.t.     |
| 3                            | Davide Appollonio | AG2R-La Mondiale          | z.t.     |
|                              |                   |                           |          |
| 8                            | Maxime Vantomme   | Crelan-Euphony            | z.t.     |
| 14                           | Jasper Bovenhuis  | Rabobank Development Team | z.t.     |

| Algemeen klassement |                  |                              |           |
| Plaats              | Naam             | Ploeg                        | Tijd      |
| Witte trui          | Nacer Bouhanni   | FDJ.fr                       | 11u29'58" |
| 2                   | Armindo Fonseca  | Bretagne-Séché Environnement | +20"      |
| 3                   | Maxime Vantomme  | Crelan-Euphony               | +22"      |
|                     |                  |                              |           |
| 35                  | Jasper Bovenhuis | Rabobank Development Team    | +34"      |

### 4e etappe
| Charroux - Civray (22,8 km (ITR)) |                  |                 |        |
| Plaats                            | Naam             | Ploeg           | Tijd   |
| Winnaar                           | Thomas Voeckler  | Team Europcar   | 27'37" |
| 2                                 | Michail Ignatiev | Katjoesja       | +23"   |
| 3                                 | Gustav Larsson   | IAM Cycling     | +26"   |
|                                   |                  |                 |        |
| 12                                | Jens Mouris      | Orica-GreenEdge | +51"   |
| 13                                | Maxime Vantomme  | Crelan-Euphony  | z.t.   |

| Algemeen klassement |                  |                              |           |
| Plaats              | Naam             | Ploeg                        | Tijd      |
| Witte trui          | Thomas Voeckler  | Team Europcar                | 11u57'58" |
| 2                   | Michail Ignatiev | Katjoesja                    | +26"      |
| 3                   | Arnaud Gérard    | Bretagne-Séché Environnement | +37"      |
|                     |                  |                              |           |
| 7                   | Maxime Vantomme  | Crelan-Euphony               | +50"      |
| 12                  | Marco Minnaard   | Rabobank Development Team    | +2'16"    |

### 5e etappe
| Ruelle-sur-Touvre - Poitiers (193,6 km) |                  |                           |          |
| Plaats                                  | Naam             | Ploeg                     | Tijd     |
| Winnaar                                 | Jesús Herrada    | Team Movistar             | 4u21'17" |
| 2                                       | Arthur Vichot    | FDJ.fr                    | z.t.     |
| 3                                       | Edoeard Vorganov | Katjoesja                 | z.t.     |
|                                         |                  |                           |          |
| 14                                      | Maxime Vantomme  | Crelan-Euphony            | +16"     |
| 19                                      | Stan Godrie      | Rabobank Development Team | z.t.     |

## Eindklassementen
| Plaats     | Naam              | Ploeg                        | Tijd      |
| ---------- | ----------------- | ---------------------------- | --------- |
| Witte trui | Thomas Voeckler   | Team Europcar                | 16u19'31" |
| 2          | Jesús Herrada     | Team Movistar                | +23"      |
| 3          | Michail Ignatiev  | Katjoesja                    | +26"      |
| 4          | Arnaud Gérard     | Bretagne-Séché Environnement | +37"      |
| 5          | Gustav Larsson    | IAM Cycling                  | z.t.      |
| 6          | Luke Durbridge    | Orica-GreenEdge              | +40"      |
| 7          | Maxime Vantomme   | Crelan-Euphony               | +50"      |
| 8          | Nacer Bouhanni    | FDJ.fr                       | +54"      |
| 9          | Eduardo Sepúlveda | Bretagne-Séché Environnement | z.t.      |
| 10         | Simon Špilak      | Katjoesja                    | +55"      |
|            |                   |                              |           |
| 32         | Marco Minnaard    | Rabobank Development Team    | +2'24"    |

| Plaats      | Naam              | Ploeg                     | Punten |
| ----------- | ----------------- | ------------------------- | ------ |
| Groene trui | Nacer Bouhanni    | FDJ.fr                    | 89     |
| 2           | Davide Appollonio | AG2R-La Mondiale          | 43     |
| 3           | Jesús Herrada     | Team Movistar             | 42     |
|             |                   |                           |        |
| 4           | Maxime Vantomme   | Crelan-Euphony            | 40     |
| 44          | Jasper Bovenhuis  | Rabobank Development Team | 2      |

| Plaats        | Naam              | Ploeg                     | Punten |
| ------------- | ----------------- | ------------------------- | ------ |
| Bolletjestrui | Dimitri Le Boulch | Auber 93                  | 16     |
| 2             | Julien Duval      | Roubaix Lille Métropole   | 10     |
| 3             | Morgan Kneisky    | Roubaix Lille Métropole   | 10     |
|               |                   |                           |        |
| 14            | Tom Dernies       | Wallonie Bruxelles-Crelan | 3      |

| Plaats      | Naam              | Ploeg                     | Tijd      |
| ----------- | ----------------- | ------------------------- | --------- |
| Oranje trui | Jesús Herrada     | Team Movistar             | 16u19'54" |
| 2           | Luke Durbridge    | Orica-GreenEdge           | +17"      |
| 3           | Nacer Bouhanni    | FDJ.fr                    | +31"      |
|             |                   |                           |           |
| 11          | Olivier Chevalier | Wallonie Bruxelles-Crelan | +1'53"    |
| 12          | Marco Minnaard    | Rabobank Development Team | +2'01"    |

| Plaats | Ploeg                        | Tijd      |
| ------ | ---------------------------- | --------- |
|        | Katjoesja                    | 49u00'33" |
| 2      | Team Movistar                | +25"      |
| 3      | Bretagne-Séché Environnement | +30"      |

Etappewedstrijden

 Ster van Bessèges · 
 Ronde van de Middellandse Zee · 
 Ruta del Sol · 
 Ronde van de Algarve · 
 Ronde van de Haut-Var · 
 Driedaagse van West-Vlaanderen · 
 Internationale Wielerweek · 
 Internationaal Wegcriterium · 
 Driedaagse van De Panne-Koksijde · 
 Ronde van de Sarthe · 
 Ronde van Trentino · 
 Ronde van Turkije · 
 Ronde van Asturië · 
 Vierdaagse van Duinkerke · 
 Ronde van Azerbeidzjan · 
 Szlakiem Grodòw Piastowskich · 
 Ronde van Castilië en León · 
 Ronde van Picardië · 
 Ronde van Noorwegen · 
 World Ports Classic · 
 Ronde van Beieren · 
 Ronde van België · 
 Tour des Fjords · 
 Ronde van Estland · 
 Ronde van Luxemburg · 
 Boucles de la Mayenne · 
 Ster ZLM Toer · 
 Ronde van Slovenië · 
 Route du Sud · 
 Ronde van Oostenrijk · 
 Sibiu Cycling Tour · 
 Ronde van Wallonië · 
 Ronde van Portugal · 
 Ronde van Denemarken · 
 Ronde van de Ain · 
 Ronde van Burgos · 
 Arctic Race of Norway · 
 Ronde van de Limousin · 
 Ronde van Poitou-Charentes · 
 Wielerweek van Lombardije · 
 Ronde van Groot-Brittannië · 
 Ronde van Gévaudan Languedoc-Roussillon · 
 Eurométropole Tour
Eendaagse wedstrijden

 GP La Marseillaise · 
 Grote Prijs van de Etruskische Kust · 
 Trofeo Palma · 
 Trofeo Ses Salines · 
 Trofeo Serra de Tramuntana · 
 Trofeo Platja de Muro · 
 Trofeo Laigueglia · 
 Ronde van Murcia · 
 Omloop Het Nieuwsblad · 
 Classic Sud Ardèche · 
 GP Lugano · 
 Clásica de Almería · 
 Kuurne-Brussel-Kuurne · 
 La Drôme Classic · 
 Le Samyn · 
 GP Città di Camaiore · 
 Strade Bianche · 
 Roma Maxima · 
 Ronde van Drenthe · 
 Dwars door Drenthe · 
 Nokere Koerse · 
 GP Nobili Rubinetterie · 
 Handzame Classic · 
 Classic Loire-Atlantique · 
 Grote Prijs van Cholet-Pays de Loire · 
 Dwars door Vlaanderen · 
 Route Adélie de Vitré · 
 Volta Limburg Classic · 
 Grote Prijs Miguel Indurain · 
 Ronde van La Rioja · 
 Scheldeprijs · 
 GP Pino Cerami · 
 Klasika Primavera · 
 Parijs-Camembert · 
 Brabantse Pijl · 
 GP Denain · 
 Ronde van de Finistère · 
 Tro Bro Léon · 
 Ronde van Keulen · 
 La Roue Tourangelle · 
 Rund um den Finanzplatz Eschborn-Frankfurt · 
 Ronde van de Somme · 
 ProRace Berlin · 
 Grote Prijs van Plumelec · 
 Boucles de l'Aulne · 
 Ronde van Zeeland Seaports · 
 Trofeo Melinda · 
 GP Kanton Aargau · 
 Ronde van Limburg · 
 Ronde van de Apennijnen · 
 Halle-Ingooigem · 
 Trofeo Matteotti · 
 Prueba Villafranca de Ordizia · 
 GP Industria & Artigianato-Larciano · 
 Ronde van Toscane · 
 Circuito de Getxo · 
 Polynormande · 
 RideLondon Classic · 
 GP Stad Zottegem · 
 Dutch Food Valley Classic · 
 Châteauroux Classic de l'Indre · 
 Druivenkoers Overijse · 
 Ronde van Veneto · 
 Schaal Sels · 
 Memorial Rik Van Steenbergen · 
 Brussels Cycling Classic · 
 GP Fourmies · 
 Ronde van de Doubs · 
 GP Jef Scherens · 
 Coppa Bernocchi · 
 Coppa Agostoni · 
 GP van Wallonië · 
 Ronde van de Drie Valleien · 
 Kampioenschap van Vlaanderen · 
 Memorial Marco Pantani · 
 Grote Prijs Impanis-Van Petegem · 
 GP van Isbergues · 
 GP Industria & Commercio di Prato · 
 Omloop van het Houtland · 
 Duo Normand · 
 Milaan-Turijn · 
 Ronde van Piëmont · 
 Ronde van het Münsterland · 
 Pro Cycling Marathon · 
 Ronde van de Vendée · 
 Memorial Frank Vandenbroucke · 
 Coppa Sabatini · 
 Parijs-Bourges · 
 Ronde van Emilia · 
 GP Beghelli · 
 Parijs-Tours · 
 Nationale Sluitingsprijs · 
 Ronde van Romagna · 
 Chrono des Nations